# Соловьёв, Сергей Дмитриевич
Сергей Дмитриевич Соловьёв (18 октября 1916—27 февраля 2009) — советский военнопленный, несколько месяцев служил в РННА, заключённый ГУЛага, автор программы Демократической партии России, подпольной организации возникшей в Горлаге.

## Биография
Родился в семье Дмитрия Давыдовича Соловьёва (1875—1939) и его жены Варвары Ивановны (1890—1943). Отец крестьянин, уроженец деревни Рудницы, учился в Санкт-Петербурге, потом служил управляющим в имении Капыревщина в Смоленской губернии, в годы советской власти — лишенец. Работал на разных работах, часто вдали от дома. 3 декабря 1937 года отец, в то время работавший сторожем в совхозе им. Молотова, был арестован Ярцевским районным отделом НКВД и всего через пять дней, 8 декабря 1937 года, приговорён тройкой УНКВД к 10 годам лагерей по обвинению по статье 58-10 (реабилитирован 4 августа 1989 года прокуратурой Смоленской области) С 5 июля 1938 в Вятлаге НКВД, 3 января 1939 скончался, причина смерти не указана:241.
В 1940 году С. Д. Соловьёв окончил техникум в Брасово Орловской области. Переехал в город Калинин и поступил на работу в областной трест «Мелиоводстрой» на должность гидротехника-мелиоратора.
Ушёл добровольцем на фронт (гидротехники имели бронь), служил военным топографом. В конце 1942 года попал в плен в окрестностях села Поддорье (на дороге от Старой Руссы к Холму). Пройдя несколько лагерей военнопленных, доходягой вступил в часть РННА под руководством майора Грачёва. Вскоре вновь отправлен в лагерь за отказ надеть немецкую форму для отправки на фронт в батальоне СС:248.
Бежал в одиночку из концлагеря на границе Германии и Бельгии, перебрался в Бельгию. Там жил в Шарлеруа, подрабатывал случайными заработками, в том числе чинил часы. Восстановил фамилию при помощи справки о потере документов. Был принят на работу в частную фирму по производству бижутерии, предложил несколько конструкторских решений, получил свидетельство на изобретение станка-полуавтомата для печати «пистончиков» для крепления бижутерии:252-254. В 1949 году измученный ностальгией и желанием увидеть мать, которая в действительности погибла в 1943 году при артиллерийском обстреле Ярцево, репатриировался в Архангельск. Выехал из Бельгии вместе с белоруской Анной и её тремя детьми, рождёнными за границей:257-259.
26 января 1952 был осуждён Военным трибуналом Московского военного округа по ст. 58-1 «б» УК РСФСР на 25 лет лишения свободы.
Этапирован в Горлаг, особый лагерь для политзаключённых, расположенный на территории Норильска и его окрестностей. Там С. Д. Соловьёв включился в работу по созданию подпольной Демократической партии России, написал её устав и программу. В целях конспирации первоначально составлял эти документы на французском языке, а затем перевёл на русский.

1.1. Построение на территории СССР государства с исторически обоснованным стремлением к народовластию, имеющего свои исконно русские корни.

1.2. Устранение коммунистического режима на российской земле без революции и братоубийства. Только бескровный путь, владея главным оружием человека — Словом!— Начало Программы Демократической партии России, принятой в Норильске в 1952 г.
В 1953 году он был одним из одним из активных участников забастовки в 5-м лаготделении Горлага. После подавления восстания вывезен в Красноярск на самолёте вместе с ещё 15 особоопасными заговорщиками:265, затем отправлен по этапу на Колыму. Из Ванино в Магадан прибыл пароходом «Красногвардеец» в сентябре 1953 года.
На рудник «Холодный», находившийся в двух километрах от посёлка Стан-Утиный, доставлен под конвоем в октябре 1953 года. Работал в шахтах на добыче рудного золота.
Заново восстановил программу Демократической партии на Колыме, начал приём в неё новых членов.
С 1 на 2 апреля 1954 года совершил вместе с В. И. Ковалёвым и Н. В. Антоновым побег из лагеря. До 17 августа скрывались в шахтах рудника.
Задуманный побег, при удачном его исходе, должен был стать началом восстания. Беглецы должны были разоружить охрану, освободить заключённых лагеря «Холодный», вооружиться и завладеть оружием и боеприпасами, находившимися в поселке-лагере Стан-Утиный. Дальнейшие действия — освобождение близлежащих лагерей. Но беглецов предали. Поэтому они были вынуждены в течение пяти месяцев скрываться в шахтах рудника. Лишь 18 августа 1954 года им удалось покинуть подземелье.
В первых числах сентября пути беглецов разошлись. В. И. Ковалёв предлагал идти в Магадан, а его старшие товарищи, С. Д. Соловьёв и Н. В. Антонов решили остаться в тайге в окрестностях посёлка Мякит на Колымской трассе. Начали сооружать жилье. Но 8 сентября Соловьёва и Антонова арестовали, при них обнаружены самодельные нож и пистолет-самопал, бикфордов шнур, карта северо-восточной части Азии и северо-запада Америки, дневник с записями. Ещё до ареста (13 июня 1954 года) в руки следствия попали программа и устав ДПР. Они также хранятся в деле Соловьёва.
После окончания следствия, 11 марта 1955 года, С. Д. Соловьёв был осужден Судебной коллегией Магаданского областного суда по ст. ст. 82 ч. 1, 182 ч. 1, 58-10 и 58-11 УК РСФСР сроком на 25 лет лишения свободы.
28 апреля 1958 года он был этапирован для дальнейшего отбывания наказания в Озерлаг в Иркутской области, где находился до 10 апреля 1960 года.
10 апреля 1960 года переведён в Дубровлаг (Мордовская АССР).
30 декабря 1961 года определением Верховного суда Мордовской АССР признан особо опасным рецидивистом.
Вторая половина 1960-х годов — начало переписки с Анастасией Павловной Шеруденко, бывшей заключённой, по вероисповеданию старообрядки, арестованной в 1961 году и проведшей в лагерях и тюрьмах 5 с половиной лет за веру.
Освобождён из Мордовских лагерей 8 сентября 1979 года по отбытии наказания. Отказался получать паспорт.
За отказ от паспорта 15 апреля 1987 года осуждён народным судом Алтайского края сроком на 1 год. Наказание отбывал в Кемеровской области. Освободился 9 февраля 1988 г.
В ноябре 1992 г. С. Д. Соловьёв был реабилитирован по ряду статей (справка о реабилитации от 22 февраля 1993 г., № 4/1828-91, Москва).
В 2003 году жил в селе Бобково Рубцовского района Алтайского края.
Последние годы жизни провёл в Змеиногорске.

## Семья
- Гражданская жена (1949—1952) — Анна, уроженка г. Орша, (у неё трое детей от первого брака, родившихся за границей, из них младшая Мари-Роз[4]:260), репатриировалась вместе с Соловьёвым, снова вышла замуж после его ареста[2]
- Жена (с 1980 г.) — Анастасия Павловна Шеруденко (1926 г. р., у неё дочь от первого брака Любовь Иннокентьевна Кашкарова)[4]:277
- Сестра — Ольга Дмитриевна, жила во Львове, работала на радиозаводе, умерла от рака позже 1968-го[4]:260
- Сестра — Маргарита Дмитриевна, пропала без вести[2]
- Брат — Николай Дмитриевич, пропал без вести[2]
- Брат — Анатолий Дмитриевич, жил в Донбассе, имел большое крепкое хозяйство, скончался до 2005 г.[2]

## Память
- 2019 — журналист Николай Кононов опубликовал книгу «Восстание», посвященную биографии Сергея Соловьёва.